# Gustaf Olof Svante Arrhenius
Pour les articles homonymes, voir Arrhenius.
Gustaf Olof Svante Arrhenius, parfois dénommé Olaf Arrhenius, (1922-2019) est un océanographe et géochimiste suédois. Il est le petit-fils du savant (prix Nobel de chimie) Svante August Arrhenius, chimiste suédois célèbre pour avoir développé la « théorie de la dissociation électrolytique », et le fils de Olof Vilhelm Arrhenius (1896-1977), chimiste.
Océanographe puis géochimiste puis biogéochimiste, Olaf Arrhenius a poursuivi la tradition scientifique familiale. Il a fait partie des chercheurs en exobiologie, et il est aussi parfois considéré comme l’un des précurseurs de l’écologie moderne et en particulier de l’écologie du paysage pour avoir été le premier à tenter de formuler mathématiquement la théorie de l’existence d’une relation « Nombre d’espèces - surface » (SPAR pour les anglophones ; pour « Species-area relationship ») qui postule que plus une surface est grande, plus le nombre d'espèces y augmenterait, de manière exponentielle. Cette théorie, bien que non complètement démontrée, est devenue l’un des fondamentaux de l’écologie.

## Biographie
En Suède, il a participé à une première étude océanographique de quelques grands fonds est-atlantiques et méditerranéen sur le bateau d'exploration M/S Skagerak en 1946, juste après la Seconde Guerre mondiale, alors que les séquelles de guerre étaient encore manifestes notamment sur les ports méditerranéens. Cette mission était un prélude et un essai de nouveaux moyens d'échantillonnage, d'études sismiques et optiques, préparant la grande expédition suédoise océanographique Albatross qui a fait un tour du monde en 1947-1948. Cette expédition Albatross était dirigée par Hans Pettersson (1888-1966), professeur d'océanographie et directeur de l'Institut océanographique de Göteborg a mis en œuvre pour la première fois un échantillonneur mis au point par Börje Kullenberg, capable de prélever des carottes de sédiments en eaux profondes pour étudier le passé biogéochimique de la planète, alors que les matériels précédents ne permettaient pas d'échantillonner à plus de 20 m. Arrhenius a pu y participer en tant que géochimiste, et ce sont les données fournies par cette expédition qui ont permis à Arrhenius de faire son doctorat de sciences naturelles, qu'il a obtenu en 1953 à l'université de Stockholm. Elles ont aussi permis de préciser l'histoire du climat planétaire lors du dernier million d'années, dont toutes les glaciations du Quaternaire (qui sera ensuite affinée avec l'analyse des bulles d'air des glaces polaires). Depuis l'étude de sédiments permet de remonter couramment à 300 millions d'années et localement jusqu'à plus de 3,5 milliards d'années, mais pour l'époque, 1 million d'années représentait un bond important pour la connaissance du paléoenvironnement.
En 1948, au retour de l'expédition, il épouse Eugenie Jenny de Hevesy (1926-2009). Ils auront trois enfants : Susanne, Thomas, et Peter.
Son père disposait d'un grand laboratoire de chimie, susceptible d'analyser les 20 000 échantillons remontés lors de l'expédition. Il l'a mis à disposition de son fils pour (dans le cadre de la thèse de ce dernier) analyser ces échantillon. Le scientifique américain Roger Revelle ayant entendu parler de ce travail, il a envoyé  plusieurs fois des émissaires en Suède se renseigner sur l'état de ce travail et rencontrer Arrhenius.
Revelle a écrit à Arrhenius en lui disant « pourquoi ne pas venir aux USA ? ». Arrhenius y part avec sa femme et sa fille de deux ans, sans aucune garantie d'emploi. Il traverse le pays en rendant visite aux instituts scientifiques (Lamont, Woods Hole, Chicago, UCLA) avec lesquels il entretenait une correspondance depuis plusieurs années. Et il rencontre Revelle juste à temps pour être embauché dans l'expédition « Capricorne », qui a exploré une partie de l'Est et du Sud du Pacifique du 26 septembre 1952 au 21 février 1953 avec deux navires (R/V Horizon et le R/V Spencer F. Baird) avec des escales à Suva, Pago Pago, Tonga, Tahiti et les Marquises, avec notamment l'objectif d'étudier la plaque des Tonga et sa fosse, alors encore inconnue et dont la profondeur équivaut à la hauteur de l'Everest et les fonds des îles Marshall juste après les premières expériences de bombe nucléaire. Nombre des chercheurs de l'expédition Capricorne ont aussi été impliqués dans l'opération Ivy, de la première arme thermonucléaire dans les îles Marshall, en novembre 1953.
Arrhenius s'installe ensuite aux États-Unis où il s'est mis au service de la « Scripps Institution of Oceanography » (SIO) en 1952 comme océanographe.
Trois ans plus tard, en 1956, il faisait partie du personnel enseignant de la SIO comme professeur associé en biogéochimie, avant d'occuper divers postes d'enseignant et de conseiller dans d'autres institutions ;
Il se rend aux États-Unis en 1952 où il dirige le Laboratoire interdépartemental en science spatiale (« Interdepartmental Laboratory of Space Science ») de l'Université de Californie à San Diego (UCSD) (de 1962 à 1963). Il a été Directeur adjoint de l'Institut pour l'étude de la matière (« Institute for the Study of Matter ») à l'UCSD (1966-1970), et a été membre associé du Département de physique appliquée et de sciences de l'information (« Applied Physics and Information Science » devenu Electrical and Computer Engineering), à l'UCSD (à partir de 1967). Il a été membre de l'équipe de la NASA qui a analysé les premiers échantillons de « sol » lunaires (« NASA Lunar Sample Analysis Planning Team  ») (1970-1972), et a été membre du Comité consultatif de la NASA sur l'exploration des comètes et astéroïdes (1973-1975).
Il n'a pas renoncé à sa passion première pour les milieux marins et a été membre océanographe de l'académie américaine des sciences (« Ocean Science Board of the U.S. National Academy of Sciences  ») (1977 - 1981). Suivant les traces de son grand-père qui avait été pionnier en matière d'exobiologie, il a aussi été membre de l'équipe de la NASA (« Center of Research and Training in Exobiology ») spécialisée en recherche et formation en Exobiologie, en Californie à l'« UCSD Space Institute » (à partir de 1991). 
Il a été marqué par Roger Randall Dougan Revelle (1909-1991), directeur du SIO de 1951 à 1964), et s'est intéressé tant aux origines de la vie qu'à la manière dont elle pourrait exister ou évoluer sur d'autres planètes.

## Apports scientifiques

### Contribution à la modélisation mathématique de la diversité biologique
Le naturaliste explorateur Alexander von Humboldt (1769-1859) avait  en 1807 déjà noté dans ses explorations que, à conditions biogéographique et bioproductives comparables, les grandes superficies accueillaient un nombre bien plus grand d’espèces végétales que les petites.
Divers naturalistes, dont deux botanistes (Hewett Cottrell Watson (1804-1881) et Alphonse Pyrame de Candolle (1806-1893)) ont au début du XIXe siècle confirmé cette relation par de nombreuses observations, mais sans proposer de formalisation mathématique descriptive ; Watson écrivant simplement en 1847 à propos de la diversité des espèces en Grande-Bretagne : « en moyenne un seul comté abrite presque la moitié du nombre total d’espèces de Grande Bretagne ; et il n’est sans doute pas erroné de supposer qu’un seul mile (carré) abrite la moitié des espèces d’un comté ».
Alors que le mot « biodiversité » n’avait pas encore été créé, Olaf Arrhenius a en 1921[Information douteuse] présenté une formule mathématique simple destinée à décrire, prédire ou calculer la richesse écologique (ou la pauvreté)  d’un territoire en fonction de l’aire disponible pour la faune et la flore sur ce territoire, sous la forme de l’équation :  S = CA puissance Z (S représentant le nombre d’espèces, A la surface, et C et Z des  constantes à réajuster selon le contexte).
Cette équation peut se vérifier tant avec des plantes et animaux actuels, que fossiles (étude de la diversité des espèces fossiles d’un gisements). Elle s'applique théoriquement tant à l’échelle d’une île, que d’un continent ou d’une portion de continent.
Elle est d'application délicate aux océans, mais semble pouvoir s’appliquer aux récifs coralliens par exemple.
Elle s’applique aussi rétrospectivement.
Ce type de formule a été très utile pour affiner les connaissances de paléoenvironnements plus ou moins lointains ou pour modéliser le nombre d'espèces dans une « collection » d'échantillons (actuelle ou passée) lorsqu’on ne peut s’appuyer que sur de petits échantillons, ce qui est souvent le cas pour des raisons de manque de temps et de moyens techniques, humains et financier).
Elle est pour partie à l’origine de la méthode d'échantillonnage par redondance qui permet aussi de vérifier la valeur et la justesse des échantillons.
Lyman et Ames ont en 2004 estimé son intérêt pour l’étude de restes animaux archéologiques.
Mais il reste une difficulté, qui a occupé plusieurs écologues à la fin du XXe siècle, c’est  le calcul de la constante z.
Frank Preston et Robert may ont cherché à étayer cette équation et en particulier sa forme exponentielle, mais aboutissant à une valeur de 0,26 pour z, qui ne s’accorde pas aux observations expérimentales. 

Deux écologues américains, Edward Connors et Earl McCoy ont imaginé que z pourrait être une variable aléatoire sans signification particulière. Se basant sur la théorie des probabilité Wade Leitner (université de l'Arizona) a conclu que la forme exponentielle de l’équation ne valait que pour certaines régions.
L’équation SPAR est intuitivement acceptée dans le monde de l’écologie, mais n’a pas encore été scientifiquement complètement démontrée ou affinée.
Il semble qu’il existe en fait quatre groupes différents de valeur de z, correspondant à quatre types de contextes différents du point de vue de l'écologie du paysage :
- z serait une valeur faible (0,12 environ) à l’échelle de « provinces biologiques », cette valeur est comprise entre 0,1 et 0,2.

Elle est comprise entre 0,25 et 0,55 si c’est un archipel qui est étudié (Des îles proches sans être physiquement connectées permettent des échanges minimaux pour un certain nombre d’espèces au moins, dont les oiseaux en particulier, lesquels peuvent transporter des organismes ou propagules d’autres espèces) ;
- la valeur de z est comprise entre 0,6 et 1,5 dans les cas correspondant à des échelles plus larges (celle des régions biogéographiques), z semblant alors varier selon le continent considéré ou l’époque historique ;
- dans les archipels écologiques, cette valeur est comprise entre 0,1 et 0,2[7]. Dans ce dernier cas, il y a beaucoup plus de chances que la disparition locale d’individus soit compensée par une migration (ex. : migration animale) à partir d’une source voisine (ou éloignée s’il s’agit d’animaux volants ou d’organismes aquatiques mobiles dans le cas des fleuves ou mers).

## Remarques
Cette théorie s’applique plus à la diversité des espèces qu'à celle des gènes.
L’écologie du paysage a apporté d’autres théories complémentaires montrant notamment :
- l’importance de la productivité écologique du milieu : l’Arctique superficiel est bien plus étendu qu’un récif tropical moyen mais abrite moins d’espèces. Sur des zones pauvres du point de vue de la productivité, mais qui sont restées longtemps stables (une tourbières, une flore subsaharienne), la diversité en espèce peut être limitée mais la diversité génétique pourrait être dans certains cas proportionnellement élevée ;
- l’importance de la forme des frontières d’un milieu, laquelle influe fortement sur la longueur des écotones et les effets lisière ;
- l'importance de l'histoire du milieu (peu après une glaciation, il est normal que la diversité des espèces soit réduite dans les zones plus septentrionales, par rapport aux zones tropicales ou aux zones refuges) ;
- importance des impacts anthropiques (fragmentation et destruction des habitats en particulier).